# Rainer Forst

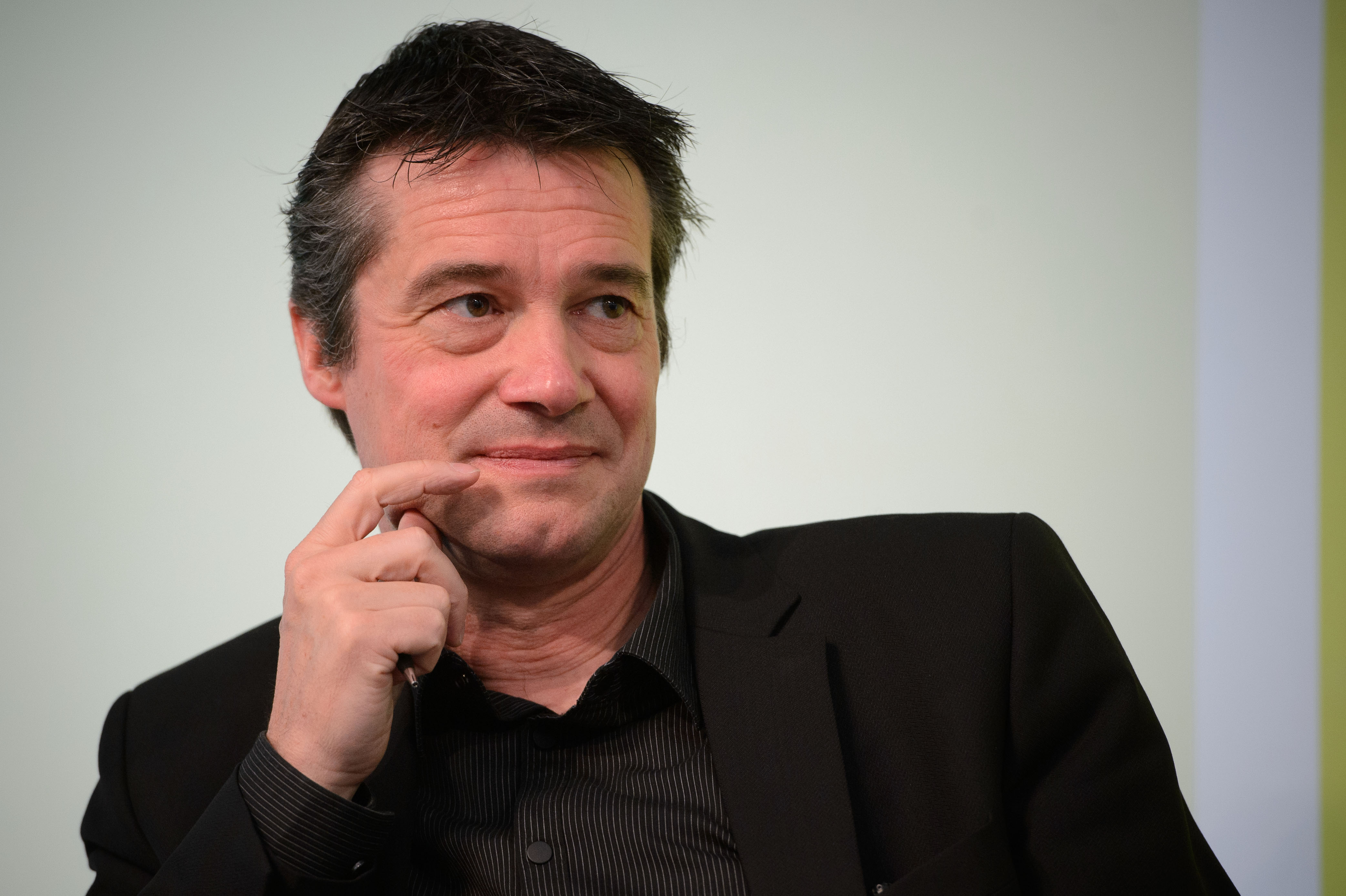
Rainer Forst (2014)

Rainer Forst (* 15. August 1964 in Wiesbaden) ist ein deutscher Politikwissenschaftler und Philosoph. Er ist Professor für Politische Theorie und Philosophie am Institut für Politikwissenschaft (Fachbereich Gesellschaftswissenschaften) sowie am Institut für Philosophie der Johann Wolfgang Goethe-Universität Frankfurt am Main. Seine Forschungsschwerpunkte sind politische Theorie, praktische Philosophie und Kritische Theorie.

## Leben und Werk
Rainer Forst studierte Philosophie, Politikwissenschaft und Amerikanistik in Frankfurt am Main sowie in New York und an der Harvard University. Er wurde 1993 mit einer Dissertation über Theorien zu politischer und sozialer Gerechtigkeit bei Jürgen Habermas promoviert. 2003 habilitierte sich Rainer Forst bei Axel Honneth mit seinem Buch Toleranz im Konflikt und erwarb damit die Lehrberechtigung für das Fach Philosophie.
Vor seiner Promotion im Jahre 1993 arbeitete er als wissenschaftlicher Mitarbeiter an einem von Jürgen Habermas geleiteten Forschungsprojekt zur Rechtstheorie in Frankfurt. Daraufhin war er als wissenschaftlicher Assistent am Otto-Suhr-Institut für Politikwissenschaft der FU Berlin tätig sowie von 1996 bis 2002 am Institut der Philosophie der Universität in Frankfurt am Main (jeweils als Assistent von Axel Honneth). Zusätzlich erhielt er in den Jahren 1995/96 und 1999 Gastprofessuren an der Graduate Faculty der New School for Social Research in New York. Seine Habilitation erfolgte 2003 und im selben Jahr erhielt er ein Heisenbergstipendium der Deutschen Forschungsgemeinschaft. 2004 nahm er den Ruf auf die Professur für politische Theorie an der Universität in Frankfurt an. Im Studienjahr 2005/06 hatte er in New York die Theodor-Heuss-Professur an der Graduate Faculty der New School für Social Research inne. 2007 lehnte er einen Ruf an die University of Chicago ab und wurde, neben Klaus Günther, Sprecher des Frankfurter Exzellenzclusters „Die Herausbildung normativer Ordnungen“. Seit 2009 ist er zudem stellvertretender Sprecher der Kollegforschergruppe „Justitia Amplificata“ und seit 2012 leitet er die Forschungsgruppe „Transnationale Gerechtigkeit“, welche er aus Mitteln seines Gottfried-Wilhelm-Leibniz-Preises finanziert.
Er erhielt einige Einladungen zu Gastprofessuren, u. a. an der Harvard University (Philosophie, nicht wahrgenommen), am Dartmouth College (Harris German-Dartmouth Distinguished Visiting Professor in Philosophie, 2009), dem Boston College (Gadamer Professur für Philosophie, nicht wahrgenommen) sowie als Distinguished Visiting Professor in Philosophie an der Rice University in Houston (2015) und der University of Washington in Seattle (2015). Im Jahre 2013 war er Senior Emile Noël Fellow an der New York University und 2019 wurde er Thomas E. Sunderland Faculty Fellow and Visiting Professor an der University of Michigan. Seit 2018 ist er zudem Forschungsprofessor am Wissenschaftszentrum Berlin für Sozialforschung.
Forst war von 2010 bis 2018 Mitherausgeber von Ethics, der wichtigsten internationalen Zeitschrift auf dem Gebiet der praktischen Philosophie. Darüber hinaus ist er Herausgeber der Reihen „Theorie und Gesellschaft“ und „Normative Orders“ im Campus Verlag und in unterschiedlichen Funktionen an 13 weiteren internationalen Zeitschriften beteiligt.
Intensiv befasst sich Rainer Forst mit Grundfragen der politischen Philosophie, insbesondere mit den Begriffen Gerechtigkeit, Demokratie und Toleranz. Er gilt als bedeutsamer Vertreter der sogenannten „dritten Generation“ der Frankfurter Schule.
Seine Werke werden international breit rezipiert, u. a. in Zeitschriftensymposien (Philosophy and Social Criticism, Political Theory, Netherlands Journal of Legal Philosophy und Journal of Political Power) und in mittlerweile fünf englischsprachigen Sammelbänden mit Kritiken, auf die er (wie auch zu den Symposien) jeweils Erwiderungen verfasste: Rainer Forst, Justice, Democracy and Justification. Rainer Forst in Dialogue; Amy Allen und Eduardo Mendieta (Hrsg.), Justification and Emancipation. The Critical Theory of Rainer Forst; Ester Herlin-Karnell und Matthias Klatt (Hrsg.), Constitutionalism Justified. Rainer Forst in Discourse; Rainer Forst, Toleration, power and the right to justification. Rainer Forst in Dialogue; sowie Mark Haugaard und Matthias Kettner (Hrsg.), Theorising Noumenal Power. Rainer Forst and his Critics.
Er ist auch als politischer Kommentator aktiv.
Trotz Protesten u. a. der jüdischen Gemeinde in Frankfurt gegen die Verleihung des Adorno-Preises der Stadt Frankfurt an Judith Butler 2012 verteidigte "Rainer Forst, ebenfalls Mitglied des Kuratoriums, (…) seine amerikanische Kollegin als „Denkerin von Weltrang“ und „würdige Preisträgerin“.

## Auszeichnungen
Forst erhielt einen Gottfried-Wilhelm-Leibniz-Preis der Deutschen Forschungsgemeinschaft für 2012 zugesprochen. 2014 wurde er in die Berlin-Brandenburgische Akademie der Wissenschaften gewählt, 2020 als Auswärtiges Mitglied in die British Academy.

## Schriften (Auswahl)

### Primärtexte
- Kontexte der Gerechtigkeit. Politische Philosophie jenseits von Liberalismus und Kommunitarismus. Suhrkamp, Frankfurt/M. 1994, 1996 und 2004, ISBN 978-3-518-28852-8.[5] (Englische Übersetzung (von John M. M. Farrell): Contexts of Justice. Political Philosophy beyond Liberalism and Communitarianism. University of California Press, Berkley/Los Angeles 2002. - Portugiesische Übersetzung (von Denilson Luís Werle): Contextos da justiça. Filosofia política para além de liberalismo e comunitarismo. Boitempo Verlag, São Paulo 2010. - Chinesische Übersetzung in Vorbereitung für Chongqing Publishers)
- Toleranz. Philosophische Grundlagen und gesellschaftliche Praxis einer umstrittenen Tugend. Campus Verlag, Frankfurt/M. 2000 (Hrsg.), ISBN 978-3-593-36405-6
- Toleranz im Konflikt. Geschichte, Gehalt und Gegenwart eines umstrittenen Begriffs. Suhrkamp, Frankfurt am Main 2003, 5. Auflage 2017, ISBN 978-3-518-29282-2. (Englische Übersetzung (von Ciaran Cronin): Toleration in Conflict. Cambridge University Press, New York 2013. Übersetzungen ins Spanische (Paideia) und Chinesische (Chongqing Publishers) in Vorbereitung)
- Das Recht auf Rechtfertigung. Elemente einer konstruktivistischen Theorie der Gerechtigkeit. Suhrkamp, Frankfurt/M. 2007, 2. Auflage 2010, ISBN 978-3-518-29362-1 (Porträt). (Schwedische Übersetzung von (Svenja Hums): Rätten till rättfärdigande, Daidalos Verlag, Göteborg: 2007. - Englische Übersetzung (von Jeff Flynn): The Right to Justification. Elements of a Constructivist Theory of Justice,  Columbia University Press, New York 2012. - Chinesische Übersetzung in Vorbereitung für Chongqing Publishers)
- Kritik der Rechtfertigungsverhältnisse. Suhrkamp, Berlin 2010, ISBN 978-3-518-29562-5. (Englische Übersetzung (von Ciaran Cronin): Justification and Critique.Towards a Critical Theory of Politics, Polity Press, Cambridge 2013. - Italienische Übersetzung (von Enrico Zoffoli): Critica dei rapporti di giustificazione, Trauben, Turin 2013. - Spanische Übersetzung (von Graciela Calderón): Justificación y crítica, Buenos Aires: Katz Editores, Buenos Aires 2015. - Portugiesische Übersetzung (von Denilson Werle): Justificação e critica, Sao Paulo: editora unesp, 2018)
- mit Klaus Günther (Hrsg.): Die Herausbildung normativer Ordnungen. Interdisziplinäre Perspektiven. Campus Verlag, Frankfurt am Main 2011, ISBN 978-3-593-39276-9, (Normative Orders, Band 1)
- mit Wendy Brown: The Power of Tolerance. Columbia University Press, New York 2014, ISBN 978-0-231-17019-2
- Normativität und Macht. Zur Analyse sozialer Rechtfertigungsordnungen. Suhrkamp, Berlin 2015, ISBN 978-3-518-29732-2. (Englische Übersetzung (von Ciaran Cronin): Normativity and Power: Analyzing Social Orders of Justification. Oxford University Press, Oxford 2017)
- Die noumenale Republik. Kritischer Konstruktivismus nach Kant. Suhrkamp, Berlin 2021, ISBN 978-3-518-29962-3.[6]

### Sekundärtexte
- Mattias Iser: Empörung und Fortschritt. Grundlagen einer kritischen Theorie der Gesellschaft. Campus Verlag, Frankfurt/M. 2008 (Theorie und Gesellschaft, Bd. 64)
- Review Symposium on The Right to Justification by Rainer Forst, Political Theory 43 (6), 2015 (mit Beiträgen von S. Benhabib, J. Flynn und M. Fritsch sowie einer Replik)
- Special Section on Rainer Forst, Philosophy and Social Criticism 41 (3), 2015 (mit Beiträgen von S. Chambers, S. White und L. Ypi sowie einer Replik)
- Bertjan Wolthuis, Elaine Mak und Lisette ten Haaf (Hrsg.): 'Rainer Forst: The Justification of Basic Rights.' Review Symposium, in Netherlands Journal of Legal Philosophy 45 (3), 2016 (mit Beiträgen von M. Düwell, S. Rummens, L. Valentini und G. Newey sowie einer Replik)
- Mark Haugaard (Hrsg.): Symposium on Rainer Forst's Theory of Noumenal Power, in Journal of Political Power 11 (3), 2018 (mit Beiträgen von A. Azmanova, P. Gilabert, M. Haugaard, C. R. Hayward, M. Kettner, S. Lukes, und S. Susen sowie einer Replik)
- Rainer Forst: Justice, Democracy and Justification. Rainer Forst in Dialogue. Bloomsbury Academic, London 2014 (Band mit einem Aufsatz, Beiträgen von A. Sangiovanni, A. Allen, K. Olson, A. S. Laden, E. Erman und S. Caney sowie einer Replik), ISBN 978-1-78093-999-5
- Amy Allen und Eduardo Mendieta (Hrsg.): Justification and Emancipation. The Critical Theory of Rainer Forst. Pennsylvania State University Press, Pennsylvania 2019 (Band mit einem Aufsatz, Beiträgen von A. Allen, J. Christman, M. Iser, C. Lu, J. P. McCormick, E. Mendieta, S. C. Miller und M. Yates sowie einer Replik), ISBN 978-0-271-08478-7
- Ester Herlin-Karnell und Matthias Klatt (Hrsg.): Constitutionalism Justified. Rainer Forst in Discourse. Oxford University Press, New York 2019 (mit Beiträgen von A. Ripstein, C. Corradetti, A. Sangiovanni, C. Hiebaum, B. Schlink, S. Bajaj und E. Rossi, L. McNay, M. Klatt, C. Daly, A. Harel, A. F. Rostøll und E. Herlin-Karnell sowie einer Replik), ISBN 978-0-19-088905-0
- Rainer Forst: Toleration, power and the right to justification. Rainer Forst in Dialogue. Manchester University Press, Manchester 2020 (Band mit einem Aufsatz, Beiträgen von T. M. Bejan, C. Kukathas, J. Horton, D. Weinstock, M. S. Williams, P. Markell und D. Owen sowie einer Replik), ISBN 978-1-5261-1632-1
- Mark Haugaard und Matthias Kettner (Hrsg.): Theorising Noumenal Power. Rainer Forst and his Critics. Routledge, London 2020 (mit Beiträgen von S. Susen, S. Lukes, C. R. Hayward, A. Azmanova, P. Gilabert, M. Haugaard und M. Kettner sowie einer Replik), ISBN 978-0-367-86312-8
- Die Macht der Rechtfertigung. Perspektiven einer kritischen Theorie der Gerechtigkeit. Herausgegeben von Mahmoud Bassiouni, Eva Buddeberg, Mattias Iser, Anja Karnein und Martin Saar, Suhrkamp, Berlin 2024, ISBN 978-3-518-30072-5.